# Neustetten (Flachslanden)

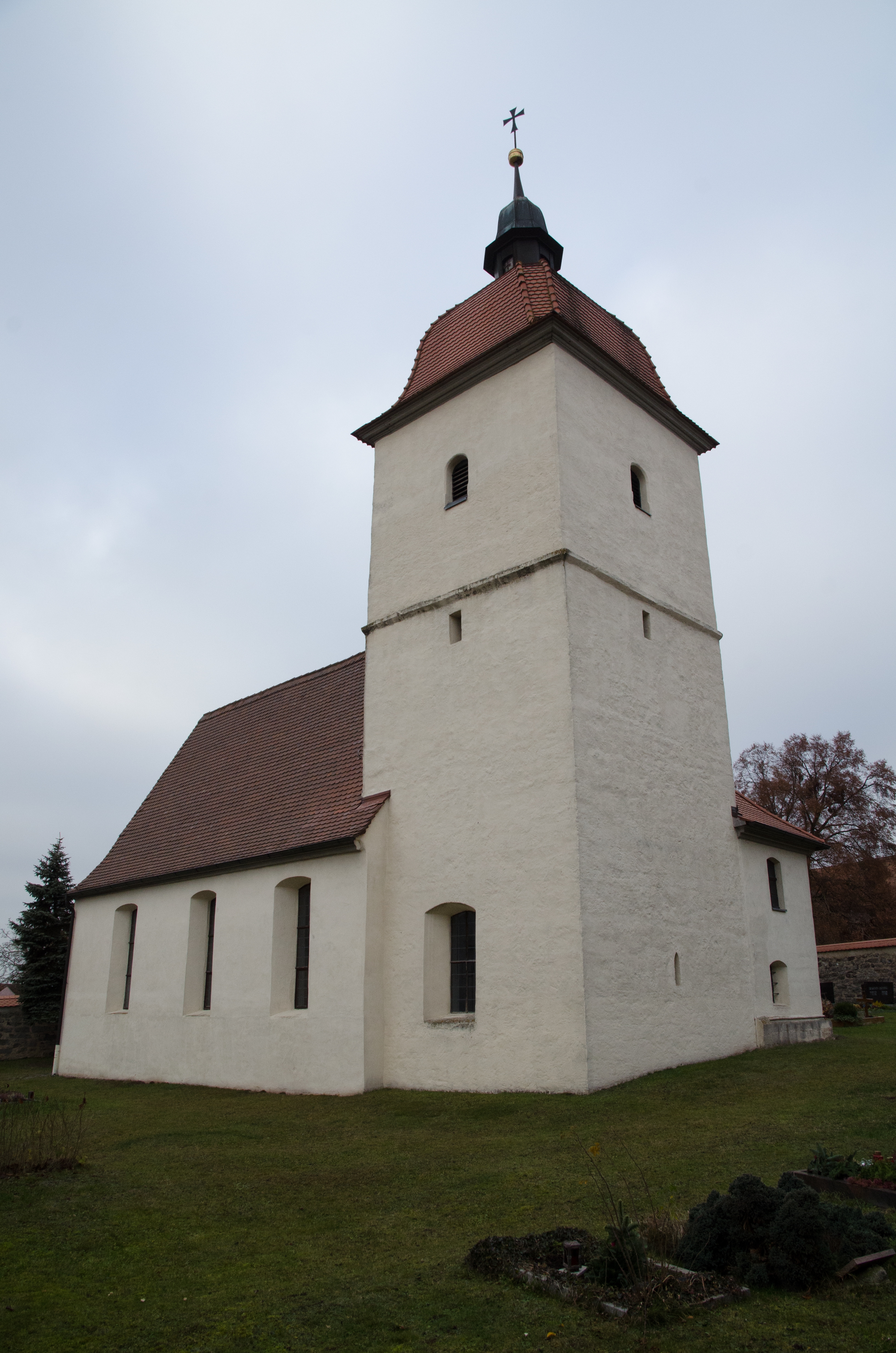
St. Jakob

Neustetten (fränkisch: Nai-schdeedn bzw. Ejba-naischdeedn) ist ein Gemeindeteil des Marktes Flachslanden im Landkreis Ansbach (Mittelfranken, Bayern). Die Gemarkung Neustetten hat eine Fläche von 7,905 km². Sie ist in 801 Flurstücke aufgeteilt, die eine durchschnittliche Fläche von 9868,31 m² haben. In ihr liegen neben dem namensgebenden Ort die Gemeindeteile Hainklingen, Lockenmühle und Schmalnbühl.

## Geografie
0,5 km westlich des Kirchdorfs entspringt der Mettlachbach. Unmittelbar südlich des Orts mündet der Wegfeldgraben als rechter Zufluss in den Mettlachbach. Im Süden liegt die Neustettener Höhe, 0,5 km südöstlich die Kronleiten, im Osten erhebt sich der Steinbühl (489 m ü. NHN).
Die Kreisstraße AN 21 führt nach Flachslanden zur Staatsstraße 2253 (1,8 km südlich) bzw. die Staatsstraße 2245 kreuzend nach Virnsberg (1,2 km nordwestlich). Gemeindeverbindungsstraßen führen nach Schmalnbühl (1,3 km nordöstlich) und nach Rosenberg zur Staatsstraße 2255 (5,5 km östlich). Ein Anliegerweg führt zur Lockenmühle (1,7 km südöstlich).

## Geschichte
Der Ort wurde 1169 als „Niwenstat“ erstmals urkundlich erwähnt. Aus dem Ortsnamen kann man schließen, dass es sich um eine Ausgründung handelt, wobei unklar bleibt, von welchem Ort aus dies geschehen ist. Weil das in der Nähe liegende Moratneustetten oft einfach nur als Neustetten bezeichnet wurde, hatte sich zeitweise zur besseren Unterscheidung auch der Name „Oberneustetten“ eingebürgert.
Im Jahre 1333 erwarb das Kloster Heilsbronn in Neustetten durch Tausch zwei Güter, 1347 durch Schenkung eine Wiese. Im Ganzen erwarb das Kloster zwölf Anwesen, von denen neun während des Dreißigjährigen Kriegs verödeten und erst ab 1688 wieder an den Mann gebracht werden konnten.
Neustetten unterstand dem Deutschen Orden bis zu dessen Auflösung im Jahre 1806 mit dem Reichsdeputationshauptschluss. Von der Herrschaft zeugen noch der Hochaltar in der im 16. Jahrhundert errichteten St.-Jakobs-Kirche, das östliche barocke Portal des Friedhofs und die ehemalige Zehntscheune, die später als Schule benutzt wurde.
Gegen Ende des 18. Jahrhunderts gab es in Neustetten 28 Anwesen. Das Hochgericht übte das Obervogteiamt Virnsberg des Deutschen Ordens aus. Die Dorf- und Gemeindeherrschaft hatte das Deutschordenskommende Virnsberg. Grundherren waren die Deutschordenskommende Nürnberg (15 Anwesen: 2 Höfe, 8 Güter, 2 Tropfhäuser, 2 Häuser, 1 Gemeindehirtenhaus) und die Deutschordenskommende Virnsberg (13 Anwesen: 1 Hof, 9 Güter, 2 Tropfhäuser, 1 Mühle).
Im Jahre 1806 kam Neustetten an das Königreich Bayern. Im Rahmen des Gemeindeedikts wurde Neustetten dem 1808 gebildeten Steuerdistrikt Virnsberg und der 1811 gegründeten Ruralgemeinde Virnsberg zugeordnet. Am 12. Juni 1824 wurde die Bildung der Ruralgemeinde Neustetten genehmigt, zu der die Orte Berglein, Dörflein, Hainklingen, Lockenmühle und Schmalnbühl gehörten. Die Gemeinde war in Verwaltung und Gerichtsbarkeit dem Landgericht Ansbach zugeordnet und in der Finanzverwaltung dem Rentamt Ansbach (1919 in Finanzamt Ansbach umbenannt).
Im Jahre 1844 stellten Berglein und Dörflein einen Antrag zur Bildung einer eigenen Gemeinde. Dies wurde jedoch abgelehnt, weil beide Orte nicht die Mindestzahl von 20 Familien erreichten. Ab 1862 gehörte Neustetten zum Bezirksamt Ansbach (1939 in Landkreis Ansbach umbenannt). Die Gerichtsbarkeit blieb bis 1870 beim Landgericht Ansbach, von 1870 bis 1879 war das Stadt- und Landgericht Ansbach zuständig, seit 1880 ist es das Amtsgericht Ansbach.  Am 30. August 1923 wurde die Umgemeindung von Berglein und Dörflein nach Mitteldachstetten genehmigt. Dadurch verringerte sich die Gebietsfläche der Gemeinde von 7,964 km² auf 5,102 km². Im Zuge der Gebietsreform in Bayern wurde die Gemeinde Neustetten am 1. Januar 1972 in Flachslanden eingegliedert.

### Baudenkmäler
- römisch-katholische Filialkirche St. Jakob[18]
- Friedhofsbefestigung durch eine starke hohe Mauer, im Süden ein Spitzbogenportal über eine steile Treppe, im Norden zwei Portale, das östliche barock mit Deutschordenswappen[18]
- Haus Nr. 191⁄2: von der ehemaligen Zehntscheune (später Schulhaus, stark verändert) Deutschordenswappen aus Sandstein mit Trophäen, 18. Jahrhundert, hierher verbracht und in der Nordwand eingemauert[18]

### Einwohnerentwicklung
Gemeinde Neustetten
| Jahr      | 1840   | 1852   | 1855   | 1861   | 1867   | 1871   | 1875   | 1880   | 1885   | 1890   | 1895   | 1900   | 1905   | 1910   | 1919   | 1925   | 1933   | 1939   | 1946   | 1950   | 1952   | 1961   | 1970   |
| Einwohner | 390    | 385    | 403    | 396    | 416    | 426    | 419    | 439    | 405    | 394    | 409    | 420    | 423    | 396    | 393    | 298    | 296    | 283    | 427    | 402    | 376    | 308    | 302    |
| Häuser    | 67     |        |        |        |        | 76     |        |        | 74     | 80     |        | 82     |        |        |        | 59     |        |        |        | 60     |        | 62     |        |
| Quelle    | [ 20 ] | [ 21 ] | [ 21 ] | [ 22 ] | [ 23 ] | [ 24 ] | [ 25 ] | [ 26 ] | [ 27 ] | [ 28 ] | [ 21 ] | [ 14 ] | [ 21 ] | [ 29 ] | [ 21 ] | [ 15 ] | [ 21 ] | [ 21 ] | [ 21 ] | [ 30 ] | [ 21 ] | [ 31 ] | [ 32 ] |

Ort Neustetten
| Jahr      | 001818 | 001840 | 001861 | 001871 | 001885 | 001900 | 001925 | 001950 | 001961 | 001970 | 001987 | 002011 | 002017 | 002022 |
| Einwohner | 163    | 178    | 167    | 188    | 177    | 193    | 187    | 258    | 203    | 195    | 182    | 168    | 147    | 140    |
| Häuser    | 28     | 31     |        |        | 35     | 36     | 38     | 39     | 42     |        | 43     |        |        |        |
| Quelle    | [ 33 ] | [ 20 ] | [ 22 ] | [ 24 ] | [ 27 ] | [ 14 ] | [ 15 ] | [ 30 ] | [ 31 ] | [ 32 ] | [ 34 ] |        |        | [ 1 ]  |

## Religion
Der Ort ist seit der Reformation gemischt konfessionell. Die Einwohner evangelisch-lutherischer Konfession sind bis heute nach St. Laurentius (Flachslanden) gepfarrt. Die Einwohner römisch-katholischer Konfession waren ursprünglich nach Mariä Himmelfahrt (Sondernohe) gepfarrt, seit der zweiten Hälfte des 19. Jahrhunderts nach St. Dionysius (Virnsberg).